# Laclede
Laclede é uma cidade localizada no estado americano de Missouri, no Condado de Linn.

## Demografia
Segundo o censo americano de 2000, a sua população era de 415 habitantes.
Em 2006, foi estimada uma população de 398, um decréscimo de 17 (-4.1%).

## Geografia
De acordo com o United States Census Bureau tem uma área de
3,2 km², dos quais 3,2 km² cobertos por terra e 0,0 km² cobertos por água.

## Localidades na vizinhança
O diagrama seguinte representa as localidades num raio de 20 km ao redor de Laclede.